# Final da Copa do Mundo de Clubes da FIFA de 2011
A final da Copa do Mundo de Clubes da FIFA de 2011 foi realizada em 18 de dezembro de 2011 no Estádio Internacional de Yokohama, em Yokohama, entre o Santos, do Brasil, e o Barcelona, da Espanha.
O Barcelona venceu a partida por 4 a 0, com três gols no primeiro tempo e um gol no segundo, dois deles marcados por Messi, premiado com Bola de Ouro do torneio. A supremacia do Barcelona na partida se refletiu nas estatísticas: o dobro de chutes a gol (16 contra 8), sendo o triplo deles em direção ao gol (9 a 3) e com 71% de posse de bola (contra os 29% da equipe santista), ou seja, 64 minutos de posse de bola contra apenas 26 minutos.

## Caminhos até a final
| Santos         | Santos       | Copa do Mundo de Clubes da FIFA de 2011 | Barcelona    | Barcelona    |
| Time           | Resultado    | Copa do Mundo de Clubes da FIFA de 2011 | Time         | Resultado    |
| -------------- | ------------ | --------------------------------------- | ------------ | ------------ |
| Não disputou   | Não disputou | Play-off                                | Não disputou | Não disputou |
| Não disputou   | Não disputou | Quartas de final                        | Não disputou | Não disputou |
| Kashiwa Reysol | 3–1          | Semifinais                              | Al-Sadd      | 4–0          |

## Declarações
| “ | Não acho que algum time possa derrotar o Barcelona de hoje. Talvez uma equipe encontre o segredo no futuro. O Barcelona mudou inclusive o conceito de ataque, sem jogar com um verdadeiro centroavante. O Messi mostrou a sua superioridade novamente esta noite, mas o Neymar só tem coisas boas pela frente. A derrota não deve servir para colocarmos tudo em questão, não há nada de humilhante em perder para o Barcelona. O que nos resta a fazer é continuar trabalhando para voltar no ano que vem e tentar ganhar do Barcelona ou do time que for. | ” |

| “ | Estou muito feliz pela atuação coletiva e principalmente pelo nível demonstrado no primeiro tempo. Foi o coroamento final de uma trajetória soberba desde a conquista de uma competição tão difícil quanto a Liga dos Campeões da UEFA. Conseguimos isolar o Neymar e impedi-lo de tabelar com o Paulo Henrique Ganso, em especial, o que foi uma verdadeira alegria. Com uma qualidade dessas no núcleo da equipe, a receita do nosso sucesso é simples: analisar o adversário, aproveitar bem os espaços, preservar o controle da bola e fazê-la circular rapidamente. Os meus jogadores são competitivos, tenho certeza de que eles seguirão em frente em busca de outros títulos. | ” |

## Partida

### O Jogo
O duelo entre Barcelona e Santos era tido como a maior final de Mundial dos últimos tempos e a expectativa era de um duelo histórico. O Santos passou pelo Kashiwa Reysol, do Japão, por 3 a 1, enquanto que o Barcelona, sem vários titulares (incluindo Villa, que se contundiu seriamente antes da competição), goleou o Al-Sadd, do Catar, por 4 a 0, com gols de Adriano (2), Maxwell e Keita. Pronto. A final dos sonhos estava sacramentada.
O Santos teve um choque de realidade naquela noite de 18 de dezembro de 2011 em Yokohama, no Japão. O Barcelona teve mais de 71% de posse de bola. A equipe começou seu show aos 17´ quando Messi recebeu um passe magistral de Xavi, que antes já havia matado uma bola de maneira sublime e surreal, e marcou o primeiro gol do jogo. Aos 24´, foi a vez de Xavi marcar o segundo. Aos 45´, um bombardeio na área do Santos culminou com o gol de Fàbregas: 3 a 0. O Barça foi para o intervalo bicampeão mundial. A não ser que o Santos “baixasse” o espírito do Liverpool em 2005 ou do Vasco da Gama de 2000 e empatasse ou virasse a partida. No segundo tempo, o Barcelona continuou seu domínio, marcou mais um golaço com Messi, aos 82´, e fechou o show: 4 a 0. O Barça conquistava o bicampeonato mundial e entrava de vez no seleto grupo dos maiores times de todos os tempos, que já tinha o Santos de Pelé, Coutinho e Pepe, o Milan de Van Basten, o Bayern de Gerd Müller, Karl-Heinz Rummenigge e Franz Beckenbauer e o Real Madrid de Puskás e Di Stéfano, além do Brasil de 1970.

## Partida
| 18 de dezembro | Santos | 0 – 4     | Barcelona                            | Estádio Internacional, Yokohama              |
| 19:30 (UTC+9)  |        | Relatório | Messi 17', 82' Xavi 24' Fàbregas 45' | Público: 68 166 Árbitro: UZB Ravshan Irmatov |

| SANTOS:        |    |               |     |     |
|                |    |               |     |     |
| G              | 1  | Rafael        |     |     |
| M              | 4  | Danilo        |     | 31' |
| Z              | 2  | Edu Dracena   | 74' |     |
| LD             | 14 | Bruno Rodrigo |     |     |
| Z              | 6  | Durval        |     |     |
| LE             | 3  | Léo           |     |     |
| V              | 7  | Henrique      |     |     |
| M              | 5  | Arouca        |     |     |
| A              | 10 | Ganso         | 73' | 83' |
| A              | 11 | Neymar        |     |     |
| A              | 9  | Borges        |     | 79' |
| Substitutos:   |    |               |     |     |
| M              | 8  | Elano         |     | 31' |
| M              | 18 | Ibson         |     | 83' |
| A              | 19 | Alan Kardec   |     | 79' |
| Treinador:     |    |               |     |     |
| Muricy Ramalho |    |               |     |     |

| BARCELONA:      |    |                   |     |     |
|                 |    |                   |     |     |
| G               | 1  | Víctor Valdés     |     |     |
| M               | 2  | Daniel Alves      |     |     |
| Z               | 5  | Carles Puyol      | 85' |     |
| Z               | 3  | Gerard Piqué      | 39' | 56' |
| Z               | 22 | Éric Abidal       |     |     |
| V               | 16 | Sergio Busquets   |     |     |
| M               | 4  | Fàbregas          |     |     |
| M               | 11 | Thiago Alcântara  | 79' |     |
| M               | 6  | Xavi              |     |     |
| M               | 8  | Iniesta           |     |     |
| A               | 10 | Messi             |     |     |
| Substitutos:    |    |                   |     |     |
| M               | 14 | Javier Mascherano | 71' | 56' |
| A               | 17 | Pedro             | 79' |     |
| Z               | 24 | Andreu Fontàs     | 85' |     |
| Treinador:      |    |                   |     |     |
| Josep Guardiola |    |                   |     |     |

## Premiações
Fonte: 
| Copa do Mundo de Clubes da FIFA 2011 |
| Espanha                              |
| ------------------------------------ |
| Barcelona Campeão (2º título)        |

Fair play
| Fair play | Barcelona |

### Individuais
| Bola de Ouro      | Bola de Prata    | Bola de Bronze  |
| ----------------- | ---------------- | --------------- |
| Messi (Barcelona) | Xavi (Barcelona) | Neymar (Santos) |

## Estatísticas
Essas foram as estatísticas oficiais da partida:
| Santos |                                        | Barcelona |
| ------ | -------------------------------------- | --------- |
| 7      | Chutes                                 | 15        |
| 3      | Chutes a gol                           | 9         |
| 0      | Gols                                   | 4         |
| 2      | Escanteios                             | 4         |
| 0      | Gols contra                            | 0         |
|        |                                        |           |
| 13     | Faltas cometidas                       | 13        |
| 13     | Faltas sofridas                        | 13        |
| 1      | Cobranças de falta certas              | 1         |
| 0 / 0  | Cobranças de pênalti (gols/tentativas) | 0 / 0     |
| 0      | Impedimentos                           | 6         |
| 2      | Cartões amarelos                       | 2         |
| 0      | Expulsão por 2º cartão amarelo         | 0         |
| 0      | Cartões vermelhos                      | 0         |
|        |                                        |           |
| 18     | Tempo de bola em jogo (minutos)        | 45        |
| 29     | Posse de bola (%)                      | 71        |